# C4ü Bay 23
Der C4ü Bay 23 war ein Drehgestell-Durchgangswagen mit Seitengang, der mit der Blatt-Nr. 6038II für die Gruppenverwaltung Bayern der DRG für den Inlands-Schnellzugverkehr gebaut wurde.

## Beschaffung
Als Ersatz für die Verluste durch Reparationslieferungen beschaffte die Gruppenverwaltung Bayern der DRG 1923 insgesamt 15 Wagen der Gattung C4ü. Diese entsprachen den 1911 beschafften Wagen nach Blatt-Nr. 179. Die Lieferung erfolgte durch die Firma MAN in Nürnberg.

## Verbleib
Ein Fahrzeug wurde bereits 1940 ausgemustert, ein anderes 1930 zum C4ü Bay 23/30 umgebaut. Von insgesamt sechs Wagen ist der Verbleib 1945 nicht geklärt. Die übrigen Wagen wurden bis 1957 ausgemustert.

## Konstruktive Merkmale

### Untergestell
Der Grundrahmen des mit dem Wagenkasten verbundenen Untergestells wurde komplett aus Holz aufgebaut, welches teilweise – z. B. für die äußeren Längsträger – mit aufgeschraubten Winkeleisen verstärkt wurde. Für die Querträger wurden ebenfalls hölzerne Profile verwendet. Man versprach sich durch diese Bauweise für hochwertige Wagen einen ruhigeren Lauf. Die hölzernen Querträger zur Aufnahme der Drehschemelpfannen wurden ebenfalls mit Winkeleisen armiert. Zur Unterstützung der äußeren Längsträger wurde wegen des großen Radstandes auf beiden Seiten ein Sprengwerk mit nachstellbaren Zugstangen angebaut. Die Pufferbohlen waren komplett aus Walzprofilen aufgebaut. Als Zugeinrichtung hatten die Wagen Schraubenkupplungen mit Sicherheitshaken nach VDEV, die Zugstange war durchgehend und mittig gefedert. Als Stoßeinrichtung besaßen die Wagen Hülsenpuffer mit einer Einbaulänge von 650 Millimetern, die Pufferteller hatten einen Durchmesser von 400 Millimetern.

### Laufwerk
Zur Verbesserung der Laufkultur hatten die Wagen die langen Drehgestelle bayerischer Bauart mit einem Radstand von 3.500 Millimetern. Die Rahmen der Drehgestelle waren aus Blechen und Winkeln zusammengenietet. Gelagert waren die Achsen in Gleitachslagern. Die Räder hatten Speichenradkörper der bayerischen Bauart 39. Die auf neun Blättern bestehenden Längsfedern hatten eine Länge von 1.250 Millimetern bei einem Querschnitt von 90 mm × 13 mm.
Wegen des großen Drehgestellabstands wurde das Untergestell durch ein räumliches Sprengwerk in der Ebene der äußeren Längsträger unterstützt. Dieses konnte nachgestellt werden.
Alle Wagen hatten eine Handbremse im geschlossenen Übergang an einem Wagenende und Druckluftbremsen des Typs Westinghouse, des Systems HARDY bzw. mit solchen des Systems HENRY ausgestattet.

### Wagenkasten
Das Wagenkastengerippe bestand aus einem hölzernen Ständerwerk. Es war außen mit Blech und innen mit Holz verkleidet. Die Seitenwände waren glatt und bis zur Oberkante der äußeren Längsträger heruntergezogen. Die Wagen besaßen ein Tonnendach süddeutscher Bauart. Die Dachabschlüsse über den eingezogenen Einstiegen waren gerundet.

### Ausstattung
Der Innenraum hatte insgesamt acht Abteile der dritten Klasse. Nur die beiden an den Wagenenden liegenden Abteile waren mit Schiebetüren zum Seitengang hin abgeschlossen, die restlichen offen. Klassentypisch waren die Abteile mit Holzlatten-Bänken ausgestattet. An beiden Wagenenden befanden sich Toiletten, an einem Wagenende zusätzlich noch ein Waschraum.
Die Beheizung der Wagen erfolgte über eine Dampfheizung.
Die Belüftung erfolgte über Dachlüfter bzw. über die versenkbaren Fenster.
Die Beleuchtung erfolgte durch Gaslampen. Ein großer Vorratsbehälter hing in Wagenlängsrichtung am Rahmen. Ab den 1930er Jahren erfolgte eine Umrüstung auf elektrische Beleuchtung.

## Bemerkung
Beim Umbau des Wagens 1930 erfolgten Änderungen im WC-Bereich und die Wagen erhielten einen Schaltschrank für die Elektrik.

## Skizzen, Zeichnungen, Fotos

Zeichnung zu C4ü Bay 23
Zeichnung zu C4ü Bay 23/30

## Wagennummern
Die Daten sind dem Wagenpark-Verzeichnis der Kgl.Bayer.Staatseisenbahnen, aufgestellt nach dem Stande vom 31. März 1913, sowie den Büchern von Emil Konrad (Reisezugwagen der deutschen Länderbahnen, Band II) und Alto Wagner (Bayerische Reisezugwagen) entnommen.
| Blatt-Nr. Herstelld.         | Blatt-Nr. Herstelld.         | Blatt-Nr. Herstelld.         | Gattungszeichen je Epoche Wagennummern je Epoche (mit Direktionsangaben) | Gattungszeichen je Epoche Wagennummern je Epoche (mit Direktionsangaben) | Gattungszeichen je Epoche Wagennummern je Epoche (mit Direktionsangaben) | Gattungszeichen je Epoche Wagennummern je Epoche (mit Direktionsangaben) | Gattungszeichen je Epoche Wagennummern je Epoche (mit Direktionsangaben) | Gattungszeichen je Epoche Wagennummern je Epoche (mit Direktionsangaben) | Gattungszeichen je Epoche Wagennummern je Epoche (mit Direktionsangaben) | Fahrwerk / Ausstattung (siehe jeweilige Legende) | Fahrwerk / Ausstattung (siehe jeweilige Legende) | Fahrwerk / Ausstattung (siehe jeweilige Legende) | Fahrwerk / Ausstattung (siehe jeweilige Legende) | Fahrwerk / Ausstattung (siehe jeweilige Legende) | Fahrwerk / Ausstattung (siehe jeweilige Legende) | Fahrwerk / Ausstattung (siehe jeweilige Legende) | Fahrwerk / Ausstattung (siehe jeweilige Legende) | Fahrwerk / Ausstattung (siehe jeweilige Legende) | Fahrwerk / Ausstattung (siehe jeweilige Legende) | Fahrwerk / Ausstattung (siehe jeweilige Legende) | Zusatzinfos    | Zusatzinfos   |
| Bau- jahr                    | Her- steller                 | Anz.                         | ab 1907                                                                  | Rep. (1919)                                                              | DR (ab 1923)                                                             | DRG (ab 1930)                                                            | DRG n. Umbau                                                             | Ausge- mustert                                                           | letzt. Heimat-Bf.                                                        | Anz. Ach- sen                                    | Brem- sen                                        | Bl.                                              | Hz.                                              | Art u.Anz. Abteile (Sitze je Klasse)             | Art u.Anz. Abteile (Sitze je Klasse)             | Art u.Anz. Abteile (Sitze je Klasse)             | Art u.Anz. Abteile (Sitze je Klasse)             | Art u.Anz. Abteile (Sitze je Klasse)             | Mil.                                             | Mil.                                             | Sig- nal- hlt. | Bemerkung     |
| Blatt-Nr. aus WV von Gattung | Blatt-Nr. aus WV von Gattung | Blatt-Nr. aus WV von Gattung | 6038II 1913 BCL                                                          |                                                                          | C4ü Bay 23                                                               | C4ü Bay 23                                                               | C4ü Bay 23/30                                                            |                                                                          |                                                                          |                                                  | (siehe jeweilige Legende)                        | (siehe jeweilige Legende)                        | (siehe jeweilige Legende)                        | A                                                | 1.                                               | 2.                                               | 3.                                               | 4.                                               | O                                                | M                                                |                |               |
| ---------------------------- | ---------------------------- | ---------------------------- | ------------------------------------------------------------------------ | ------------------------------------------------------------------------ | ------------------------------------------------------------------------ | ------------------------------------------------------------------------ | ------------------------------------------------------------------------ | ------------------------------------------------------------------------ | ------------------------------------------------------------------------ | ------------------------------------------------ | ------------------------------------------------ | ------------------------------------------------ | ------------------------------------------------ | ------------------------------------------------ | ------------------------------------------------ | ------------------------------------------------ | ------------------------------------------------ | ------------------------------------------------ | ------------------------------------------------ | ------------------------------------------------ | -------------- | ------------- |
| 1923                         | MAN                          | 15                           | 13 106 Mü                                                                |                                                                          | 26 071 Mü                                                                | 18 984 Mü                                                                |                                                                          | 02/1950                                                                  | München                                                                  | 4                                                | Pl; Wsbr; Hnr                                    | Gg                                               | D                                                | 2                                                |                                                  |                                                  | 8 (64)                                           |                                                  |                                                  | 48                                               |                | Altschadwagen |
| 1923                         | MAN                          | 15                           | 13 107 Mü                                                                |                                                                          | 26 072 Mü                                                                | 18 985 Mü                                                                |                                                                          | xx/1945?                                                                 | München                                                                  | 4                                                | Pl; Wsbr; Hnr                                    | Gg                                               | D                                                | 2                                                |                                                  |                                                  | 8 (64)                                           |                                                  |                                                  | 48                                               |                |               |
| 1923                         | MAN                          | 15                           | 13 108 Mü                                                                |                                                                          | 26 073 Mü                                                                | 18 986 Mü                                                                |                                                                          | 12/1955                                                                  | Passau                                                                   | 4                                                | Pl; Wsbr; Hnr                                    | Gg                                               | D                                                | 2                                                | 1955 -> 19 794 Reg                               |                                                  | 8 (64)                                           |                                                  |                                                  | 48                                               |                |               |
| 1923                         | MAN                          | 15                           | 13 109 Mü                                                                |                                                                          | 26 074 Mü                                                                | 18 987 Mü                                                                |                                                                          | xx/1945?                                                                 | München                                                                  | 4                                                | Pl; Wsbr; Hnr                                    | Gg                                               | D                                                | 2                                                |                                                  |                                                  | 8 (64)                                           |                                                  |                                                  | 48                                               |                |               |
| 1923                         | MAN                          | 15                           | 13 110 Mü                                                                |                                                                          | 26 075 Mü                                                                | 18 988 Mü                                                                |                                                                          | xx/1945?                                                                 | München                                                                  | 4                                                | Pl; Wsbr; Hnr                                    | Gg                                               | D                                                | 2                                                |                                                  |                                                  | 8 (64)                                           |                                                  |                                                  | 48                                               |                |               |
| 1923                         | MAN                          | 15                           | 13 111 Mü                                                                |                                                                          | 26 076 Mü                                                                | 18 989 Mü                                                                |                                                                          | 02/1957                                                                  | München                                                                  | 4                                                | Pl; Wsbr; Hnr                                    | Gg                                               | D                                                | 2                                                | 1955 -> 19 795 Au                                |                                                  | 8 (64)                                           |                                                  |                                                  | 48                                               |                |               |
| 1923                         | MAN                          | 15                           | 13 112 Mü                                                                |                                                                          | 26 077 Mü                                                                | 18 990 Mü                                                                |                                                                          | xx/1945?                                                                 | München                                                                  | 4                                                | Pl; Wsbr; Hnr                                    | Gg                                               | D                                                | 2                                                |                                                  |                                                  | 8 (64)                                           |                                                  |                                                  | 48                                               |                |               |
| 1923                         | MAN                          | 15                           | 13 113 Mü                                                                |                                                                          | 26 078 Mü                                                                | 18 991 Mü                                                                |                                                                          | 12/1951                                                                  | München                                                                  | 4                                                | Pl; Wsbr; Hnr                                    | Gg                                               | D                                                | 2                                                | Altschadwagen                                    |                                                  | 8 (64)                                           |                                                  |                                                  | 48                                               |                |               |
| 1923                         | MAN                          | 15                           | 13 114 Mü                                                                |                                                                          | 26 006 Nür                                                               | 18 992 Nür                                                               |                                                                          | xx/1945?                                                                 | Nürnberg                                                                 | 4                                                | Pl; Wsbr; Hnr                                    | Gg                                               | D                                                | 2                                                |                                                  |                                                  | 8 (64)                                           |                                                  |                                                  | 48                                               |                |               |
| 1923                         | MAN                          | 15                           | 13 115 Mü                                                                |                                                                          | 26 007 Nür                                                               | 18 993 Nür                                                               |                                                                          | xx/1945?                                                                 | Nürnberg                                                                 | 4                                                | Pl; Wsbr; Hnr                                    | Gg                                               | D                                                | 2                                                |                                                  |                                                  | 8 (64)                                           |                                                  |                                                  | 48                                               |                |               |
| 1923                         | MAN                          | 15                           | 13 116 Mü                                                                |                                                                          | 26 008 Nür                                                               | 18 994 Nür                                                               |                                                                          | 01/1951                                                                  | Nürnberg                                                                 | 4                                                | Pl; Wsbr; Hnr                                    | Gg                                               | D                                                | 2                                                |                                                  |                                                  | 8 (64)                                           |                                                  |                                                  | 48                                               |                |               |
| 1923                         | MAN                          | 15                           | 13 117 Mü                                                                |                                                                          | 26 003 Reg                                                               | 18 995 Mü                                                                |                                                                          | 10/1948                                                                  | München                                                                  | 4                                                | Pl; Wsbr; Hnr                                    | Gg                                               | D                                                | 2                                                | Altschadwagen                                    |                                                  | 8 (64)                                           |                                                  |                                                  | 48                                               |                |               |
| 1923                         | MAN                          | 15                           | 13 118 Mü                                                                |                                                                          | 26 004 Reg                                                               | 18 996 Mü                                                                | 18 996 Mü                                                                | 06/1951                                                                  | München                                                                  | 4                                                | Pl; Wsbr; Hnr                                    | Gg                                               | D                                                | 2                                                | Altschadwagen                                    |                                                  | 8 (64)                                           |                                                  |                                                  | 48                                               |                |               |
| 1923                         | MAN                          | 15                           | 13 119 Mü                                                                |                                                                          | 26 005 Wür                                                               | 18 997 Nür                                                               |                                                                          | xx/1939                                                                  | Würzburg                                                                 | 4                                                | Pl; Wsbr; Hnr                                    | Gg                                               | D                                                | 2                                                |                                                  |                                                  | 8 (64)                                           |                                                  |                                                  | 48                                               |                |               |
| 1923                         | MAN                          | 15                           | 13 120 Mü                                                                |                                                                          | 26 006 Wür                                                               | 18 998 Nür                                                               |                                                                          | 01/1951                                                                  | Würzburg                                                                 | 4                                                | Pl; Wsbr; Hnr                                    | Gg                                               | D                                                | 2                                                | Altschadwagen                                    |                                                  | 8 (64)                                           |                                                  |                                                  | 48                                               |                |               |